# Siergiej Czapłygin
Siergiej Aleksiejewicz Czapłygin, ros. Сергей Алексеевич Чаплыгин (ur. 24 marca?/5 kwietnia 1869 w Ranienburgu, zm. 8 października 1942 w Nowosybirsku) – rosyjski fizyk, matematyk i inżynier mechanik. Autor prac z zakresu równań różniczkowych, mechaniki płynów i mechaniki teoretycznej. Twórca podstaw aerodynamiki dużych prędkości. Był profesorem Uniwersytetu w Moskwie i członkiem Akademii Nauk ZSRR.
Na jego cześć jego nazwiskiem nazwano miasto, w którym się urodził. 